# Fremantle (empresa)
Fremantle (también conocida como Fremantle Group y antiguamente como FremantleMedia) es una filial británica de contenido de televisión internacional y producción/distribución del RTL Group de Bertelsmann, la mayor cadena de televisión, radio y productora de Europa. Su sede mundial se encuentra en Londres.
La empresa adquirió varias compañías de producción británicas, australianas y estadounidenses, incluyendo Talkback, Thames Television (los dos últimos se fusionaron como Talkback Thames), Reg Grundy Organization, Crackerjack Productions (ahora fusionada con FremantleMedia Australia), Carruthers Company (Press Your Luck, Second Chance), y Goodson-Todman Productions (más tarde Mark Goodson Productions, ahora doblado en FremantleMedia North America). Desde el principio, se fusionó con la mayor productora de televisión alemana, UFA.

## Participaciones en producción y derechos
La compañía tiene los derechos de programas como Let's Make a Deal, Family Feud y Press Your Luck. Fremantle también produjo Temptation y el videojuego interactivo Quizmania para ITV Play.
Ellos poseen (junto con Sony Pictures Entertainment) los derechos a la mayor parte del catálogo de las películas post-1948 de Bob Hope que incluyen The Seven Little Foys, The Lemon Drop Kid, y Son of Paleface. También fueron los distribuidores de la serie de televisión Baywatch.
Las producciones internas incluyen Pop Idol y sus spin-offs (incluyendo American Idol), y tres producciones de Mark Goodson Productions: las versiones actuales de The Price Is Right y Family Feud, y el renacimiento de 2002 de Beat the Clock para Pax TV. Actualmente, tienen derechos (bajo licencia de Fuji Television) del juego El muro infernal, más conocido como Hole in the Wall en más de 20 países.
También tienen derechos de licencia para formatos internacionales incluyendo The Apprentice (con el creador Mark Burnett para BBC One), The Janice Dickinson Modeling Agency (en Oxígeno en los Estados Unidos), la serie producida por Simon Cowell, The X Factor (en el Reino Unido) y America's Got Talent para NBC, los largos largometrajes australianos Vecinos y Prisionero, Distraction (en Comedy Central) y Gameshow Marathon (en CBS). En otros países, son propietarios de los derechos de franquicia de Betty La Fea en Alemania (Verliebt in Berlin), España (Yo Soy Bea), los Países Bajos (Lotte), Sara en Bélgica, y Maria I Asximi en Grecia. FremantleMedia también tiene derechos de distribución internacional a la franquicia de Three's Company, donde todos los espectáculos están basados en Thames 'Man About the House y sus spin-offs.
Además, FremantleMedia compró los derechos de toda la antigua programación de la ya difunta cadena de difusión del Reino Unido Thames Television de Pearson International en 2002, es decir, de la compañía de televisión estadounidense Reeves Entertainment, que fue adquirida por Thames en 1990. También tienen derecho a una variedad de espectáculos de los archivos de Thames, incluyendo populares espectáculos infantiles de los años 1970 y 1980, como The Sooty Show y Rainbow.
En México, FremantleMedia, en conjunto con Televisa, coprodujo los siguientes programas de concursos: 
Atínale al precio en su primera etapa de 1997 a 2001 y una nueva temporada entre el 2010 y 2011, versión mexicana del programa The Price Is Right. 
100 mexicanos dijeron en su primera etapa de  2001 a 2002, y una nueva temporada de 2003 a 2006, versión mexicana del programa Family Feud. 
100 mexicanos dijieron; nueva versión mexicana de Family Feud, en sus cuatro temporadas de 2009 a 2011, 2012, 2017 y 2019 respectivamente. 
FremantleMedia produjo los programas de concursos en Español para Estados Unidos, Que dicen la gente, que fue televisado en TeleFutura (ahora UniMas) desde los estudios en Miami, Florida entre el 2005 y 2007 y 100 latinos dijeron, que fue televisado en MundoFox (luego MundoMax) desde los estudios en Los Ángeles, California, entre el 2013 y 2015. Ambos programas son las versiones en Español del programa Family Feud. 
FremantleMedia compró una participación controladora de la compañía canadiense de desarrollo de videojuegos Ludia en octubre de 2010.
El 19 de noviembre de 2012, FremantleMedia Enterprises (FME) anunció un nuevo acuerdo de distribución con WWE para los derechos exclusivos de entretenimiento en casa del catálogo de programación de WWE en Europa, Oriente Medio y África (EMEA). El acuerdo entrará en vigor en enero de 2013 y verá a FME administrar el DVD, Blu-ray y derechos digitales para todos los contenidos nuevos y existentes de WWE, por lo que es la primera vez que los fanes de la popular programación de WWE pueden acceder digitalmente a través de EMEA.
El 1 de febrero de 2013, FremantleMedia anunció que desmantelaría su división FremantleMedia Enterprises en dos divisiones globales independientes; Uno para entretenimiento infantil, familiar y distribución, y el otro para entretenimiento digital y de marca. En abril de 2013, FremantleMedia anunció una asociación con la red digital Blip para desarrollar un nuevo destino de entretenimiento para mascotas en Blip, impulsado por el sitio de programación digital de FremantleMedia, The Pet Collective. El colectivo de mascotas fue lanzado en línea en abril de 2012, y es un productor digital de contenido animal-amigable que celebra la conexión entre los animales y sus compañeros humanos.
El 30 de enero de 2014, FremantleMedia estaba en negociaciones para adquirir el rival All3Media. El 26 de marzo de 2014, FremantleMedia adquirió una participación de 75% en 495 Productions, con la opción de adquirir el 25% restante en un futuro próximo.